# Lijst van Syrisch-orthodoxe aartsbisdommen van Antiochië
De Syrisch-Orthodoxe Kerk van Antiochië kent over de wereld verspreid ruim 30 aartsbisdommen waarbij elk bisdom een aartsbisschop of metropoliet aan het hoofd staat. Deze zijn verdeeld op de volgende wijze:

## Midden-Oosten

##### Syrië
- Patriarchaat (Ma'arat Saidnaya, Damascus)
  - Ignatius Aphrem II Karim
- Damascus: Timotheus Matta Al-Khoury
- Aleppo en omgeving: Gregorios Yohanna Ibrahim
- Jazira en Eufraat: Maurice Amsih
- Homs en Hama: Silwanos Petrus Issa Al-Nemeh

##### Irak
- Bagdad en Basra: Severius Jamil Hawa
- Klooster Mor Mattai (Mosoel): Timotheus Mousa Al-Shamani
- Mosoel: Nikodemus Dawoed Matta Sharaf

##### "Het Heilige Land"
- Jeruzalem, Israël en Jordanië: Dionysius Isa Gürbüz

##### Libanon
- Beiroet: Clemis Daniel Kourieh
- Het gebergte Libanon: Theophilus George Saliba
- Zahleh en Bikfaya: Justinus Paulus Yusuf Safar
- Patriarchale instellingen in Libanon: Chrysostomus Michael Simon

##### Turkije
- Tur Abdin: Timotheus Samuel Aktaş
- Istanboel, Ankara en Izmir: Philexinus Yusuf Çetin
- Mardin: Philexinus Saliba Özmen
- Adiyaman: Gregorius Malke Ürek

## Amerika

##### Noord-Amerika
- Malankara archdiocese in North America :Mor Titus Eldho
- Canada: Athanasius Elia Bahi
- Verenigde Staten West: Clemis Eugene Kaplan
- Verenigde Staten Oost: Dionysius John Kawaq

##### Zuid-Amerika
- Argentinië: Nicholovos Matti Abd Alahad
- Brazilië: Severius Malke Mourad
- Brazilië: (apostolische nuntius): Titus Paulus Tuza

## Europa
- Nederland: Polycarpus Augin Aydin
- Duitsland: Philexinus Mattias Nayiş
- Zwitserland en Oostenrijk: Dionysius Isa Gürbüz
- Zweden en Scandinavië: Julius Abdulahad Shabo
- Zweden: Dioscorus Benyamin Ataş
- België, Frankrijk en Luxemburg: George Kourieh
- Verenigd Koninkrijk: Athanasius Touma Dakkama

## Oceanië
- Australië en Nieuw-Zeeland: Militius Malke Lahdo

## Azië
India
 Jacobite Syrian Orthodox Church in India 
- Kottayam Diocese :Mor Thimothiyos Thomas
- Angamali Dioceses

(Angamali region) :Mor Severios Abraham
```
(
Perumbavoor region
) :
Mor Aphrem Mathews
```

(Kothamamglam region& High range region) : Mor julius elias 
(muvaattupuzha region) :Mor Anthimos Mathews
- Thrissur Diocese :Kuriakose clemis
- Kochi Diocese :Mor Gregorios Joseph
- Idukki Diocese :Mor Philoxenus Zakharias
- Niranam Diocese :Mor Koorilos Geevargees,

Mor Barnabas geevargees  
- Thumbamon diocese :Mor melitius yuhanon
- kollam diocese :Mor Thevedesios Mathews
- Malabar Diocese :Mor Polycarpos Zakharias
- Banglore Diocese and Mailapore Diocese :Mor Osthathiyos Isac
- Delhi Diocese :Mor Eusebius Kuryakos
- Mumbai Diocese :Mor Anthimos Mathews

- EAE Archdiocese :Mor Chrisostomos Markos
- Honavar Mission :Mor Anthonios Yackub

- Manjanikka St Ignatius Dayara :Mor Athanasius geevargees
- Malecruz St George Dayara : Mor Dioscoros Kuryakos
- Piramadam Dayara :Mor Divanasios geevargees

- Knanaya Archdiocese  (Chingavanam):Mor severios Kuriakose
- Mor Severius Kuryakos

Mor Ivaniyos Kuryakos
Mor Gregorios Kuryakos 
Mor Silvanios Ayub